# クローンクレーングロープ
クローンクレーングロープ（タイ語: ครองแครงกรอบ、発音 [kʰrɔ̄ːŋ.kʰrɛ̄ːŋ krɔ̀ːp]）はタイ王国の伝統的な菓子である。タイ各地で根強い人気を誇り、広く国民に食べられている。主成分としては小麦粉、卵、ココナッツミルク、塩、砂糖、植物油、ニンニク、唐辛子、パセリ、コショウがあり、小麦の生地を揚げて作られる。クローンクレーングロープの味は、パクチーとニンニクの香りが高く、胡椒が効いていて少し辛味がある。 